# Bandamafloden
Bandamafloden er den længste flod i Elfenbenskysten med en længde på omkring 800 kilometer. Den løber mod syd, og får vand fra floderne Marahoué, Solomougou, Kan og Nzi og munder ud i Tagbalagunen og Guineabugten.
Bandama løber gennem Kossousøen, en stor kunstig sø skabt i 1973 ved opførelsen af Kossoudæmningen ved Kossou.
Yamoussoukro, hovedstaden i Elfenbenskysten, ligger ved Bandamafloden.